# Liste de stades de football en Azerbaïdjan
Cette page présente les plus grands stades de football azerbaïdjanais, classés par nombre de places.

## Stades
| #  | Stade                               | Capacité | Club résident                    | Ville       |
| -- | ----------------------------------- | -------- | -------------------------------- | ----------- |
| 1  | Stade olympique de Bakou            | 69 870   | Équipe d'Azerbaïdjan de football | Bakou       |
| 2  | Stade Tofiq-Béhramov                | 30 000   | FK Neftchi Bakou, FK Bakou       | Bakou       |
| 3  | Stade municipal de Gandja           | 25 000   | Kapaz PFC                        | Gandja      |
| 4  | Stade Méhdi Huseynzadé              | 15 350   | FK Sumgayit                      | Sumqayıt    |
| 5  | Stade municipal de Lankaran         | 15 000   | FK Khazar Lankaran               | Lankaran    |
| 6  | Stade municipal de Qazax            | 15 000   | FK Göyazan Qazax                 | Qazax       |
| 7  | Stade Tofiq Ismayilov               | 15 000   | Neftchi ISM                      | Bakou       |
| 8  | Bakcell Arena                       | 11 000   | FK Neftchi Bakou                 | Bakou       |
| 9  | Stade municipal de Shamkir          | 11 500   | FK Shamkir                       | Shamkir     |
| 10 | Stade Heydar Aliyev                 | 8 500    | FK MKT Araz Imisli               | Imişli      |
| 11 | Stade Shafa                         | 8 152    | FK Inter Bakou, Bakili Bakou     | Bakou       |
| 12 | Stade Anatoli Banichevski           | 7 500    | —                                | Masallı     |
| 13 | Stade municipal de Tovuz            | 6 800    | PFK Turan Tovuz                  | Tovuz       |
| 14 | Dalga Arena                         | 6 500    | Ravan Bakou                      | Bakou       |
| 15 | Stade Ismat Gayibov                 | 5 000    | FK Neftchi Bakou                 | Bakou       |
| 16 | Stade Yachar Mammadzadé             | 5 000    | Energetik FC                     | Mingachevir |
| 17 | Stade municipal de Ievlakh          | 5 000    | FK Karvan                        | Ievlakh     |
| 18 | Stade municipal de Qabala           | 4 000    | Qəbələ FK                        | Qəbələ      |
| 19 | Stade Shovkat Ordukhanov            | 4 000    | FK Shahdag-Samur Qusar           | Qusar       |
| 20 | Stade municipal de Zaqatala         | 3 500    | FK Simurq Zaqatala               | Zaqatala    |
| 21 | Stade AZAL                          | 3 000    | AZAL PFK Bakou                   | Bakou       |
| 22 | Stade MOIK                          | 3 000    | MOIK Bakou                       | Bakou       |
| 23 | Stade municipal d'Agsu              | 3 000    | —                                | Ağsu        |
| 24 | Stade Zabrat                        | 3 000    | —                                | Bakou       |
| 25 | Stade complexe olympique de Guzanli | 2 000    | FK Qarabağ Ağdam                 | Agdam       |
| 26 | Stade Inshaatchy                    | 2 000    | Həkəri FK                        | Sumqayıt    |
| 27 | Stade Nariman Narimanov             | 2 000    | FK Neftchala                     | Neftchala   |
| 28 | Stade complexe olympique de Salyan  | 2 000,   | FK Mughan                        | Salyan      |
| 29 | Stade complexe olympique de Shagan  | 1 032,   | —                                | Bakou       |